# General Francisco Brizuela
General Francisco Brizuela (también conocido como Cruce General Brizuela o Cruce Don Silvio) es una pequeña localidad paraguaya del Departamento de Boquerón ubicada en el kilómetro 474 de la ruta PY15 "Bioceánica", a unos 687 km de Asunción.
Actualmente se encuentra escasamente poblado, contando con unos 25 habitantes aproximadamente, pero con la construcción de la ruta PY15 "Bioceánica" y por su privilegiada ubicación en el cruce a Pozo Hondo (frontera con Argentina) y Mayor Infante Rivarola (frontera con Bolivia) se espera que la zona crezca mucho en los próximos años.
Administrativamente forma parte del municipio de Mariscal Estigarribia, ubicado a 162 kilómetros de distancia.

## Toponimia
Su nombre es en honor al coronel Francisco Brizuela, quien combatió en la Guerra del Chaco (1932 - 1935), destacándose su participación y liderazgo durante la segunda batalla de Nanawa donde ordenó a sus hombres resistir hasta las últimas consecuencias con la siguiente frase: 

"Allí; nadie debe ceder... después que todos hayan muerto allí, nosotros moriremos aquí... Nanawa caerá cuando haya caído el último hombre de la V División!"

Brizuela y sus hombres llegaron incluso a ser rodeados y estar aislados en cierto momento, pero aun así resistieron todos los ataques del ejército boliviano, defendiendo exitosamente esa zona del Fortín Nanawa. Luego de la guerra falleció en 1947 en un accidente aéreo en Montevideo, Uruguay. Fue ascendido póstumamente al rango de General de Brigada en el año 2022.
Su otro nombre de Cruce Don Silvio es debido a la estancia Don Silvio, que fue una de las primeras en asentarse en la zona.